# Gian Paolo Palenteri
Gian Paolo Palenteri OFMConv († um 1606) war ein italienischer römisch-katholischer Bischof.
Palenteri wurde am 27. November 1602 zum Bischof von Lacedonia ernannt.